# Claudia Zaczkiewicz
Claudia Zaczkiewicz (Oberhausen, 4 luglio 1962) è un'ex ostacolista tedesca.

## Biografia
Nel 1987 si classificò settima ai campionati del mondo di Roma e fu medaglia di bronzo ai Giochi olimpici di Seul 1988 nei 100 metri ostacoli. Ai campionati europei del 1986 e del 1990 fu eliminata nelle batterie di qualificazione, non riuscendo così a prendere parte alla seconda fase della gara.
Alle Universiadi di Duisburg del 1989 conquistò la medaglia di bronzo nei 100 metri ostacoli e nella staffetta 4×100 metri. In carriera fu tre volte campionessa nazionale dei 100 metri ostacoli e una volta dei 60 metri ostacoli indoor.

## Palmarès
| Anno | Manifestazione  | Sede     | Evento   | Risultato  | Prestazione | Note |
| ---- | --------------- | -------- | -------- | ---------- | ----------- | ---- |
| 1987 | Mondiali        | Roma     | 100 m hs | 7ª         | 12"98       |      |
| 1988 | Europei indoor  | Budapest | 60 m hs  | Semifinale | 7"98        |      |
| 1988 | Giochi olimpici | Seul     | 100 m hs | Bronzo     | 12"75       |      |
| 1989 | Universiadi     | Duisburg | 100 m hs | Bronzo     | 12"78       |      |
| 1989 | Universiadi     | Duisburg | 4×100 m  | Bronzo     | 43"85       |      |

## Campionati nazionali
- 3 volte campionessa assoluta della Germania Ovest dei 100 m hs (1987, 1988, 1989)
- 1 volta campionessa assoluta indoor della Germania Ovest dei 60 m hs (1991)

## Altre competizioni internazionali
- 5ª in Coppa del mondo ( Barcellona), 100 m hs - 12"96